# Ruhmannsfelden

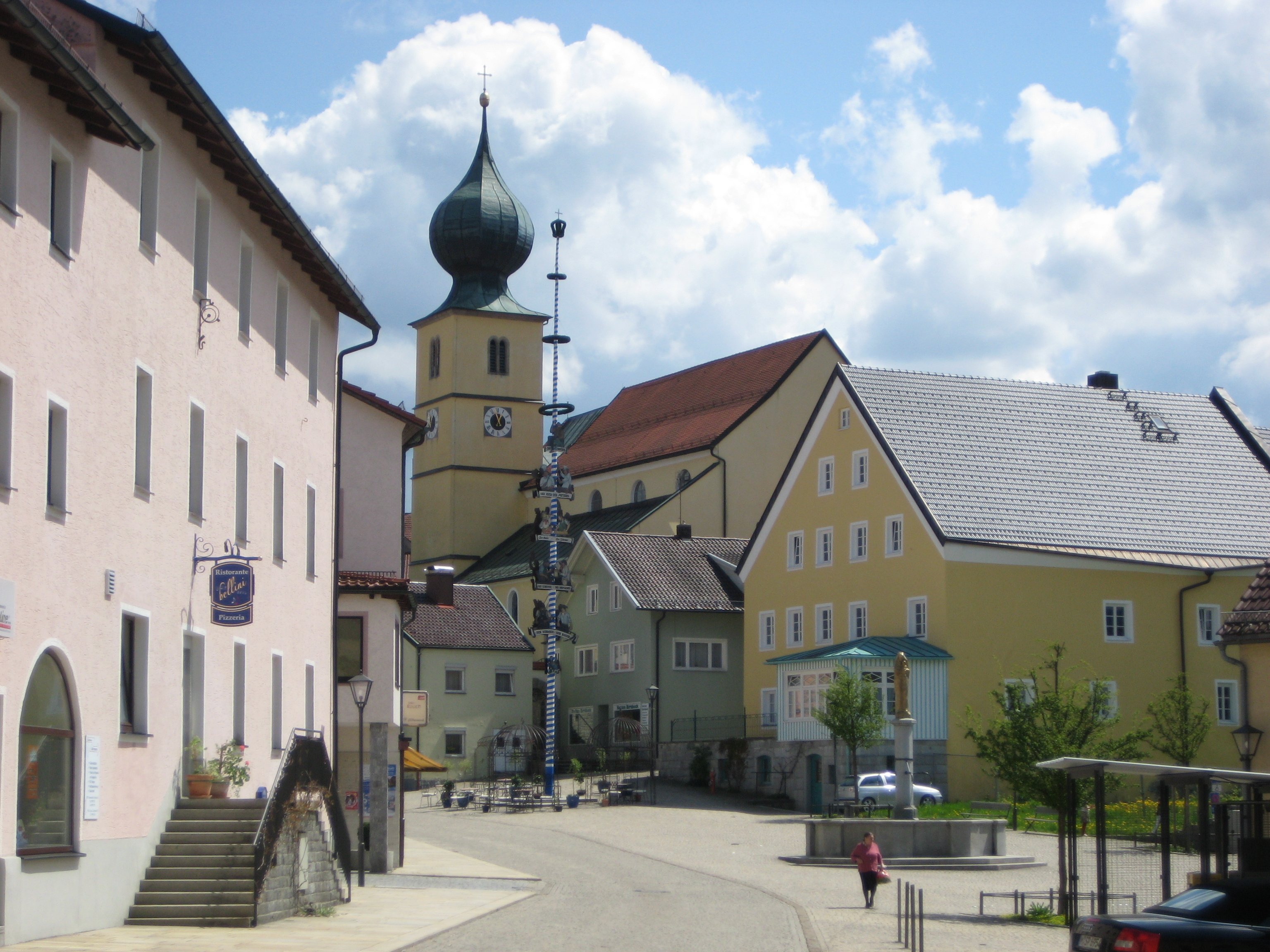
Ruhmannsfelden

Ruhmannsfelden este o comună-târg din districtul Regen, regiunea administrativă Bavaria Inferioară, landul Bavaria, Germania.